# Kiziljurt
Kiziljurt (russisk: Кизилю́рт, tr. Kiziljurt) er en by i den sydrussiske republik Dagestan med 38.335 (2021) indbyggere beliggende ved floden Sulak ca. 64 km nordvest for republikkens hovedstad Makhatsjkala.

## Historie
Kisiljurt fik bystatus i 1963, da arbejderbosættelsen af samme navn blev lagt sammen med Bawtugai og Sulak. Navnet betyder på kumyk sprog "Det Røde Land".

## Geografi
Byen ligger på den nordøstlige skråning af Store Kaukasus, syd for Terek-Sulak-dalen på højre bred af Sulak. Afstanden til Moskva er 2.228 km.

## Transport
Byen ligger ved hovedlinjen for den Nordkaukasiske jernbane Rostov ved Don-Makhatsjkala-Baku, der åbnede i 1894. Fra Kisiljurt er der anlagt jernbane til Kizljar, hvor der er forbindelse til Astrakhan. Den næsten 80 kilometer lange bane Kisiljurt-Kizljar var den eneste mulighed for at undgå at køre gennem Tjetjenien under den Anden Tjetjenske krig frem til år 2000. M29 landevejen fra Rostov ved Don til aserbajdsjansk grænse passerer Kisiljurt.

## Befolkning
Kisiljurt er Kisiljurt rajons administrative center. Det samlede indbyggertal Kisiljurt rajon er 66.585(2014).
| 1959  | 1970   | 1989   | 2002   | 2010   | 2012   | 2014   |
| ----- | ------ | ------ | ------ | ------ | ------ | ------ |
| 3.900 | 13.100 | 33.700 | 30.300 | 32.988 | 33.377 | 34.162 |